# Senyawe
Senyawe is een dorp in het district North-East in Botswana. De plaats telt 1339 inwoners (2011).